# Sinadelfita
La sinadelfita és un mineral de la classe dels fosfats, que pertany al grup de l'hematolita. Rep el nom del grec σύν, amb, i άδελφος, "adelphos" (germà), al·ludint a la seva associació amb l'al·lactita i l'hematolita, altres dos minerals similars.

## Característiques
La sinadelfita és un arsenat de fórmula química Mn2+
9(As5+O₄)₂(As3+O₃)(OH)9·2H₂O. Cristal·litza en el sistema ortoròmbic. La seva duresa a l'escala de Mohs és 4,5.
Segons la classificació de Nickel-Strunz, la sinadelfita pertany a «08.BE: Fosfats, etc. amb anions addicionals, sense H₂O, només amb cations de mida mitjana, (OH, etc.):RO₄ > 2:1» juntament amb els següents minerals: augelita, grattarolaïta, cornetita, clinoclasa, arhbarita, gilmarita, allactita, flinkita, raadeïta, argandita, clorofenicita, magnesioclorofenicita, gerdtremmelita, dixenita, hematolita, kraisslita, mcgovernita, arakiïta, turtmannita, carlfrancisita, holdenita, kolicita, sabel·liïta, jarosewichita, theisita, coparsita i waterhouseïta.

## Formació i jaciments
Va ser descoberta a la mina Moss, situada a Nordmarksberg, al municipi de Filipstad (Värmland, Suècia). També ha estat descrita posteriorment en altres indrets propers, així com a la mina Sterling, al comtat de Sussex (Nova Jersey, Estats Units).